# Estação Ferroviária de Lagos

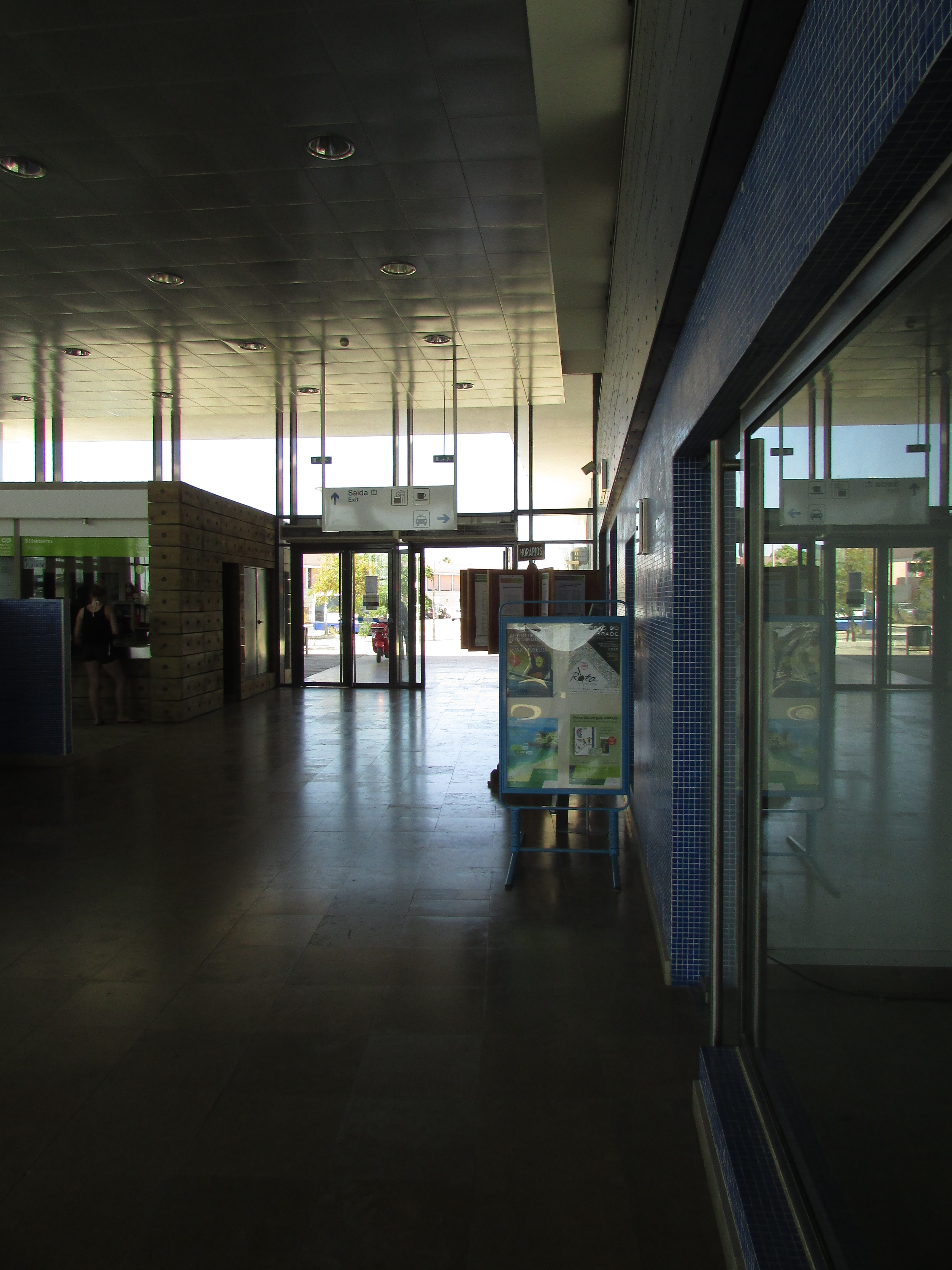
Interior da estação em 2017.

A Estação Ferroviária de Lagos é uma gare da Linha do Algarve, que serve a cidade de Lagos, no Distrito de Faro, em Portugal. A estação original foi inaugurada em 30 de Julho de 1922, enquanto que o novo terminal entrou em funcionamento em 2003.

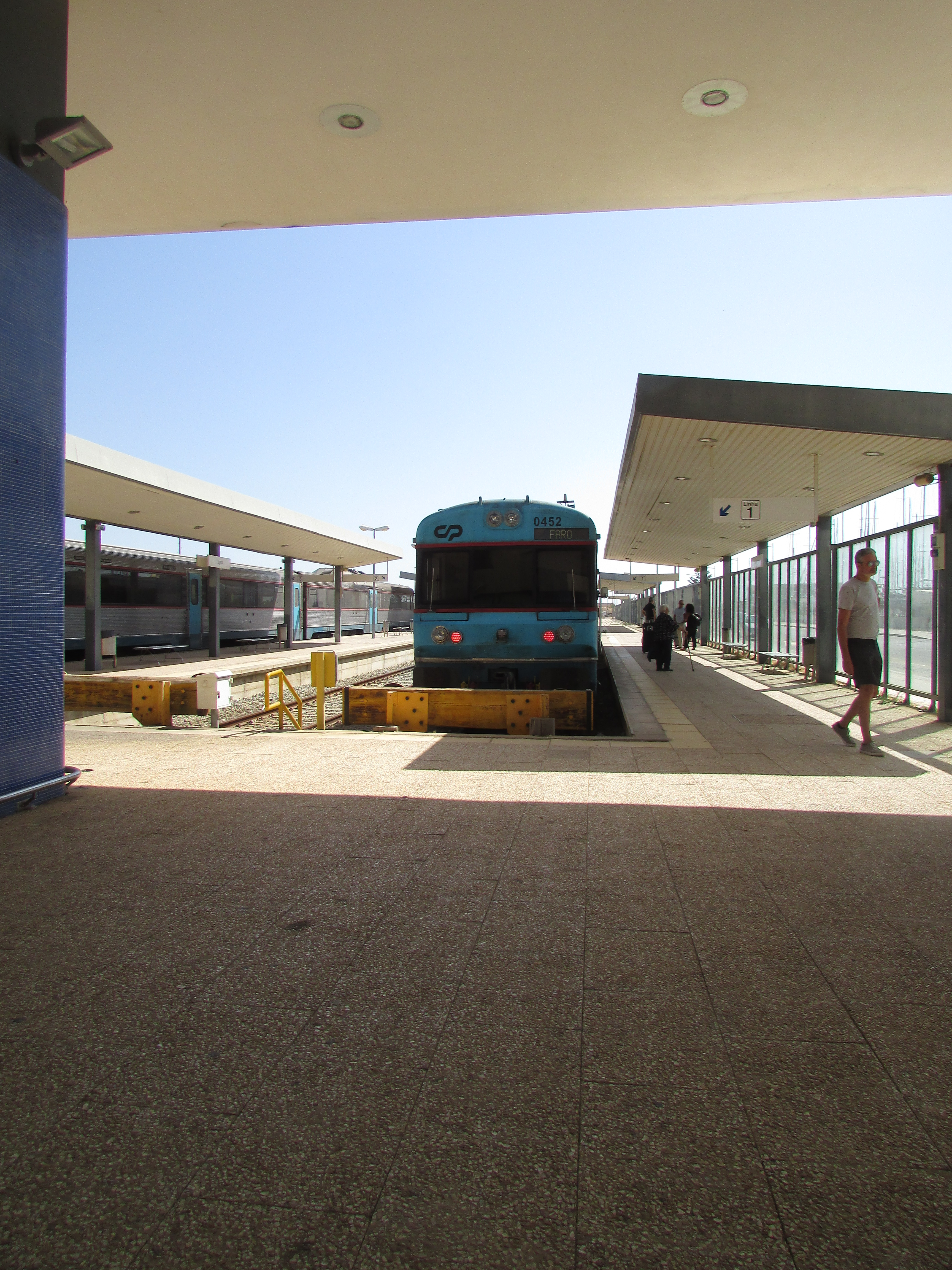
Plataformas, em 2017.

## Descrição

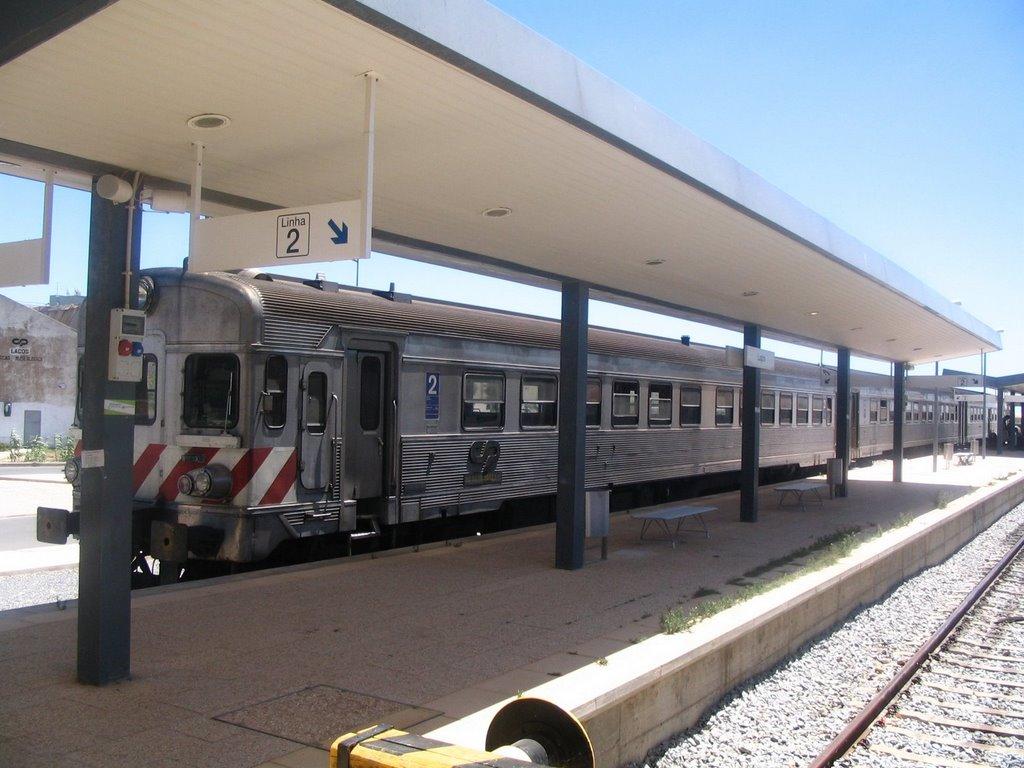
Gare da estação de Lagos, em 2007.

### Localização e acessos
A estação situa-se a norte da cidade de Lagos, tendo acesso pela Estrada de São Roque.

### Infraestrutura

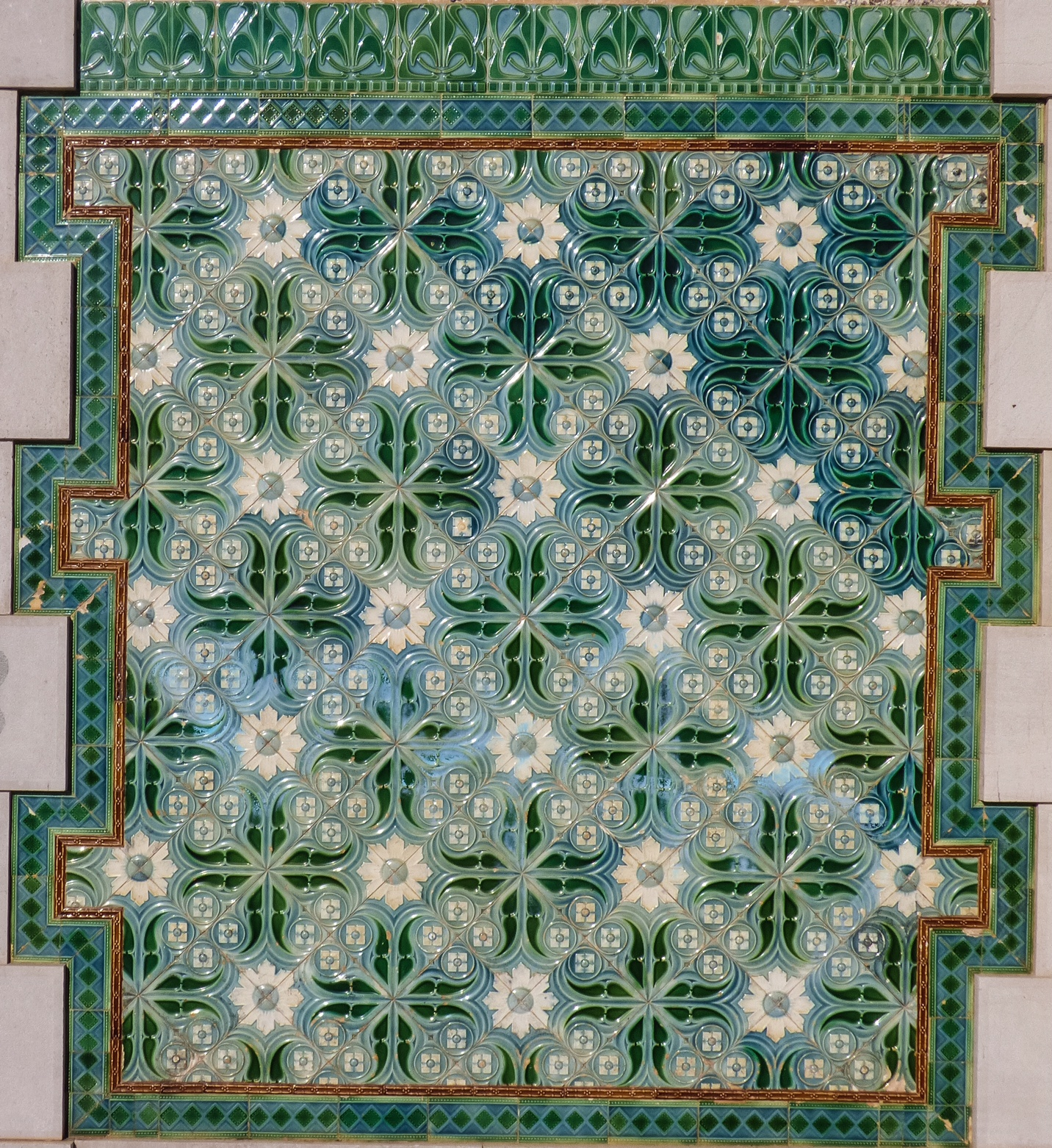
Silhar de azulejos na estação antiga.

Esta interface apresenta três vias de circulação, identificadas como I, II, e III, a primeira com 220 m de extensão as restantes com 197 m, todas acessíveis por plataforma de 160 m de comprimento e 76 cm de altura; não existem quaisquer vias secundárias, estando o terreno contíguo a nordeste da estação, em tempos palco de um complexo considerável, sem uso ferroviário desde 2009. O edifício de passageiros situa-se ao topo da via, já que esta foi concebida como estação terminal, ao contrário da antiga que substituiu (essa concebida para servir ao planeado prolongamento da linha a Odemira).

#### Estação antiga
O edifício da antiga estação de Lagos situa-se do lado sudoeste do leito da via desmantelada (lado direito do sentido ascendente, para Vila Real de Santo António) ao PK 347+305 da Linha do Algarve, 130 m para noroeste da estação atual; apresentava uma configuração de vias bem mais alargada do que a que serve a interface atual. No seu edifício de passageiros, um dos elementos mais destacados são os azulejos que revestem parcialmente as paredes exteriores, com um padrão de desenho no estilo da Arte Nova.

### Serviços
Em dados de 2023, esta interface é servida por comboios de passageiros da C.P. de tipo regional tipicamente com dez circulações diárias em cada sentido com término em Faro.

## História

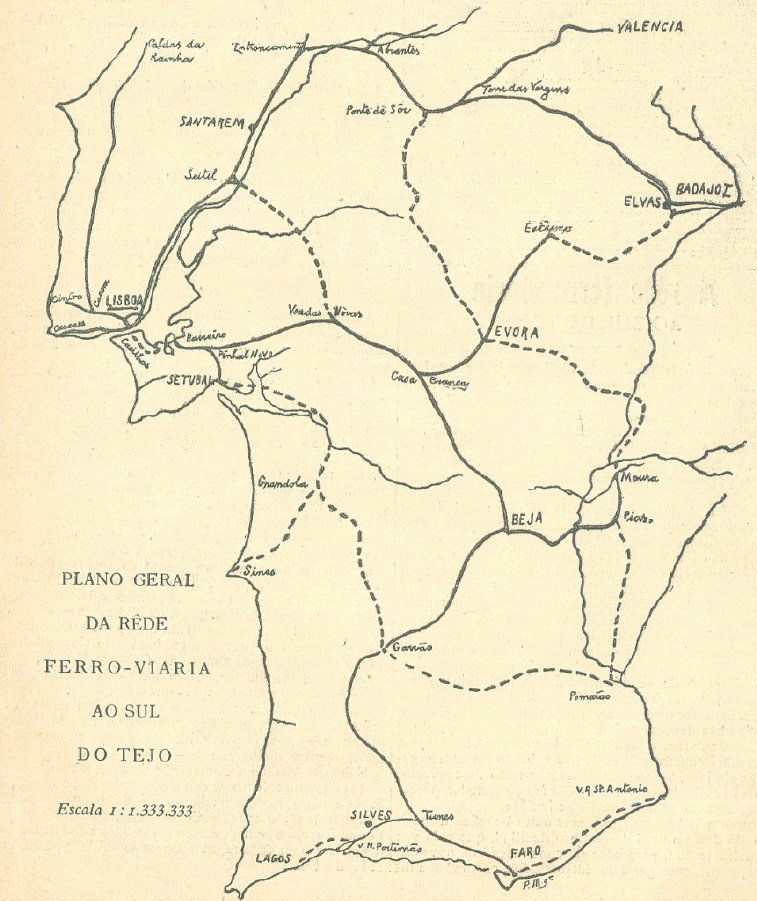
Mapa do Plano da Rede ao Sul do Tejo, decretado em 1902. Um dos troços planeados era o de Portimão a Lagos.

### Antecedentes e planeamento
Nos finais do século XIX, ainda se verificavam grandes dificuldades nas deslocações entre a região do Algarve e o resto do país, devido ao pouco desenvolvimento dos transportes. Por exemplo, para uma viagem de Lisboa até ao Algarve era necessário tomar o comboio até Beja, e depois tomar uma diligência até Mértola, onde se embarcava com destino a Vila Real de Santo António, utilizando-se outra vez o transporte por diligência ao longo da costa Algarvia. Esta situação gerava grandes entraves ao desenvolvimento da região, embora ainda se tenham criado alguns núcleos industriais, como um de fábricas conserveiras em Lagos. Os primeiros planos para uma via férrea no Algarve foram apresentados pelo empresário britânico Joseph William Henry Bleck, que propunha a construção de uma linha entre Lagos e Vila Real de Santo António. Porém, esta tentativa falhou, tendo a concessão sido anulada por uma portaria de 19 de Dezembro de 1893.
Entretanto, uma lei de 29 de Março de 1883 autorizou o governo a tratar directamente da continuação da via férrea de Beja até ao Algarve, prevendo igualmente um ramal para o Barlavento Algarvio, que deveria iniciar-se em Tunes e terminar em Lagos. O lanço entre Amoreiras e Faro foi inaugurado em 1 de Julho de 1889, completando a ligação ferroviária entre o Algarve e o Barreiro via Beja. No entanto, não se iniciaram desde logo as obras para o ramal do Barlavento, e em 1 de Maio de 1896 foi noticiado que os deputados Figueiredo Mascarenhas e Sárrea Prado estavam a insistir com o Ministro das Obras Públicas para construir a linha até Lagos. Em meados de 1897, o ministro da Fazenda apresentou uma proposta para o arrendamento das redes ferroviárias estatais, onde deveria ser posta em concurso a construção e exploração de vários lanços, incluindo o ramal até Lagos. Uma portaria de 10 de Novembro desse ano encarregou o director dos Caminhos de Ferro do Sul e Sueste de fazer os estudos para o prolongamento de Faro até Vila Real de Santo António, e para o troço de Portimão a Lagos, que ainda não tinha sido estudado. Nessa altura, já existia um projecto para o traçado da via férrea até à margem esquerda do Rio Arade em Portimão. Em 1898, ordenou-se a formação de uma comissão técnica para estudar o futuro Plano da Rede ao Sul do Tejo, cujo relatório propôs o ramal de Tunes até Lagos como um dos troços que deviam ser inseridos no Plano. Em Janeiro de 1899, foi aberto um inquérito administrativo, para a apreciação do público sobre as vias férreas previstas nos Planos das Redes Complementares ao Norte do Mondego e Sul do Tejo, incluindo o ramal de Tunes a Lagos. O Plano foi decretado em 27 de Novembro de 1902. Entretanto, em 20 de Março de 1899 já existia um projecto para este ramal, da autoria do engenheiro António da Conceição Parreira, O primeiro lanço do ramal, de Tunes a Algoz, entrado ao serviço em 10 de Outubro de 1899, já sobre a gestão da Administração Geral dos Caminhos de Ferro do Estado, criada por uma lei de 14 de Julho desse ano. Este caminho de ferro, então conhecido como Ramal de Portimão, chegou a Poço Barreto em 19 de Março de 1900, Silves em 1 de Fevereiro de 1902, e à margem esquerda do Rio Arade em 15 de Fevereiro de 1903, onde foi construída a estação provisória de Portimão.

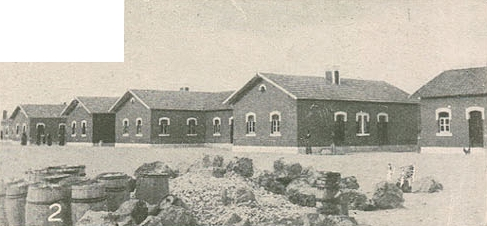
Trabalhos de construção da estação de Lagos.

Em 1905, já se tinha escolhido e estudado o local onde deveria ser construída a gare ferroviária de Lagos. No entanto, a existência de projectos de maior importância noutros pontos do país, e os problemas técnicos e financeiros em construir uma ponte sobre o Rio Arade, entre outras circunstâncias, atrasaram consideravelmente a conclusão do ramal.
Em 27 de Abril de 1911, a autarquia de Lagos propôs a criação de um itinerário por caminho de ferro de Londres a Lagos, passando por Paris, Madrid, Sevilha, Huelva e Vila Real de Santo António, para o turismo no concelho. Em 1912, o presidente da Câmara Municipal de Lagos, Ribeiro Lopes, começou a cobrar um imposto de 1% sobre as exportações do concelho, de forma a angariar os fundos necessários a este projecto. O seu sucessor, Vítor da Costa e Silva, conseguiu obter o apoio do estado para este empreendimento, tendo uma lei de 11 de Abril de 1917 autorizado o governo português a auxiliar financeiramente os Caminhos de Ferro do Estado, de modo a concluir as obras em diversos lanços, incluindo o Ramal de Lagos. A construção da linha até Lagos também contou com o apoio de Brito Camacho, que levou ao parlamento as reclamações dos habitantes da cidade, tendo conseguido a aprovação de um projecto de lei para continuar a linha férrea. Outro defensor foi Alberto Carlos da Silveira, que foi homenageado pela Câmara Municipal de Lagos em 16 de Outubro de 1912, pelo seu papel na aprovação do caminho de ferro até Lagos, e no financiamento das obras por parte da autarquia.
Em 21 de Agosto de 1912, a Câmara de Lagos contratou um empréstimo para financiar as obras, que foi distratado pela Lei 460, de 24 de Setembro de 1915, que autorizou igualmente o Conselho de Administração dos Caminhos de Ferro do Estado a contrair um novo empréstimo no valor de 500.000$000 na Caixa Geral de Depósitos, para este efeito. O Decreto 4811, de 18 de Setembro de 1918, autorizou o Director Geral dos Transportes Terrestres a fazer um novo empréstimo com a Caixa Geral de Depósitos, para continuar os trabalhos em vários troços, incluindo o de Portimão a Lagos. Desta forma, conseguiram-se reunir os recursos financeiros suficientes para completar o ramal até Lagos. Em 1915, foi concluída a ponte sobre o Rio Arade. O plano original do engenheiro António da Conceição Parreira para a estação previa a sua instalação no Rossio de São João, na saída Norte da cidade, mas devido aos elevados custos de implementação de uma ponte sobre o Rio Molião (posterior Ribeira de Bensafrim), acabou por ser construída na margem Leste do Rio. Antes de ter sido feita a mudança, a zona do Rossio de São João já tinha sido emparcelada a pensar na instalação da futura gare ferroviária e da ponte sobre o rio.

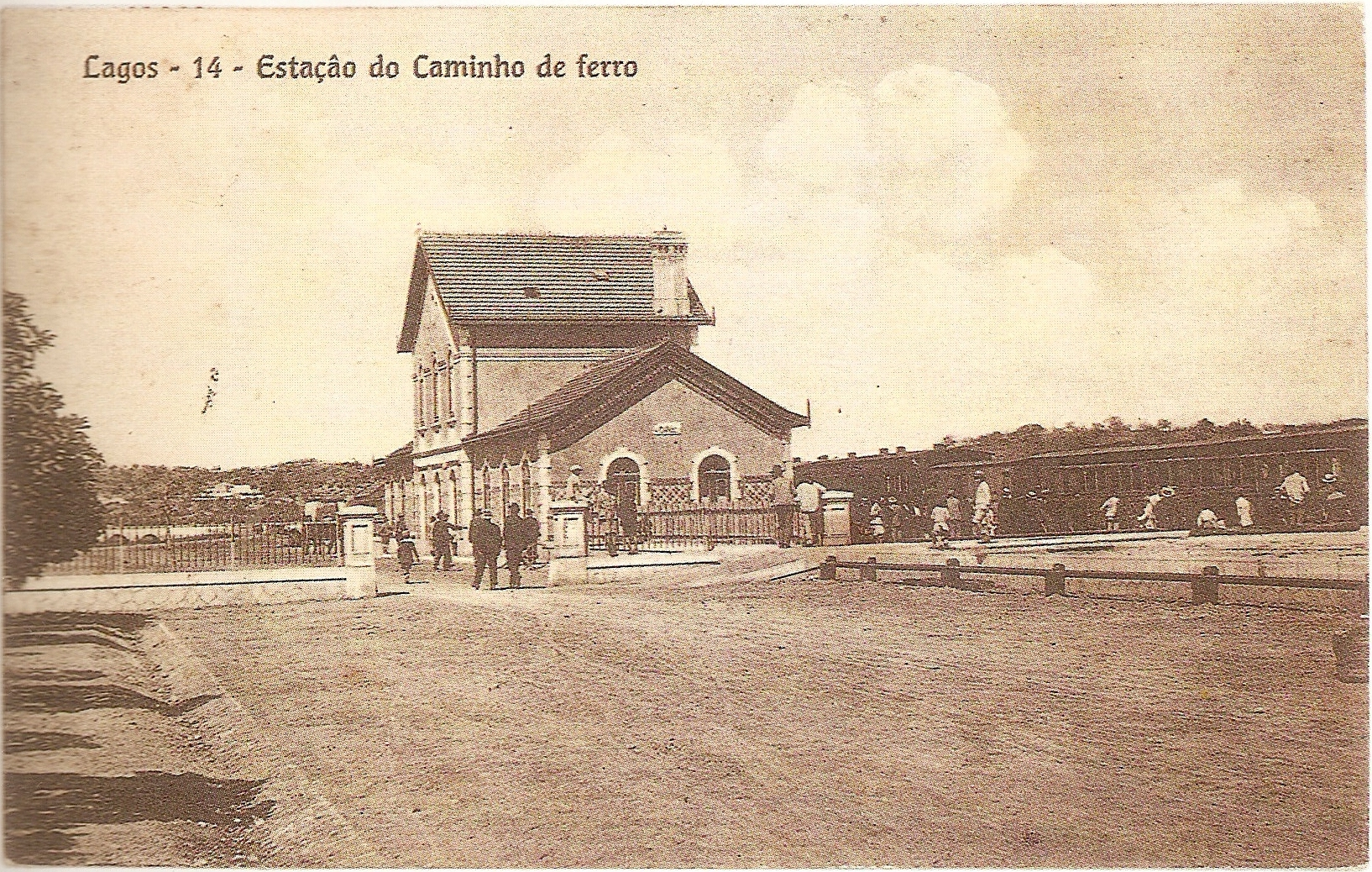
Antiga Estação de Lagos, nos primeiros anos.

### Construção e inauguração
Em 16 de Junho de 1921, foi noticiado que as obras no troço entre Portimão e Lagos estavam paralisadas. A estação foi inaugurada em 30 de Julho de 1922, acontecimento que foi celebrado com diversos eventos musicais e desportivos, e a organização de um comboio especial. O edifício de passageiros situava-se do lado sudoeste da via (lado direito do sentido descendente, a Tunes). Aquando da inauguração, o complexo da estação era formado pelo edifício do terminal, um bairro para os funcionários, e uma cocheira para locomotivas. Este último edifício destacava-se pela sua forma em leque, com cobertura em sheds. A estação contava com oito vias, sendo uma geral, uma directa, uma de resguardo, três para manobras e duas de saco, para transbordo de mercadorias e estacionamento. Apenas as vias de saco e no interior da cocheira terminavam dentro da estação, convergindo todas as outras na via directa, que ligava a estação à Linha do Algarve. A via directa terminaria alguns metros no sentido contrário à Linha do Algarve.
A instalação do caminho de ferro inseriu-se numa fase de desenvolvimento da cidade de Lagos a partir da década de 1920, e que também incluiu outras obras de grande vulto, como a construção da Avenida da Guiné. Esperava-se que com a abertura da estação começasse uma vaga de expansão urbana na zona da Meia-Praia, mas esta só se deu muito mais tarde.
Em 5 de Junho de 1921, a Revista de Turismo classificou a estação de Lagos como «a mais elegante e a mais luxosa do nosso País», e comentou que «com este utilissimo melhoramento, fica a bela cidade de Lagos ligada facilmente com os mais importantes centros, o que muito contribuirá para o seu desenvolvimento, tanto mais que essa cidade é um excelente ponto intermedio de turismo, pelo seu amplo porto de mar».

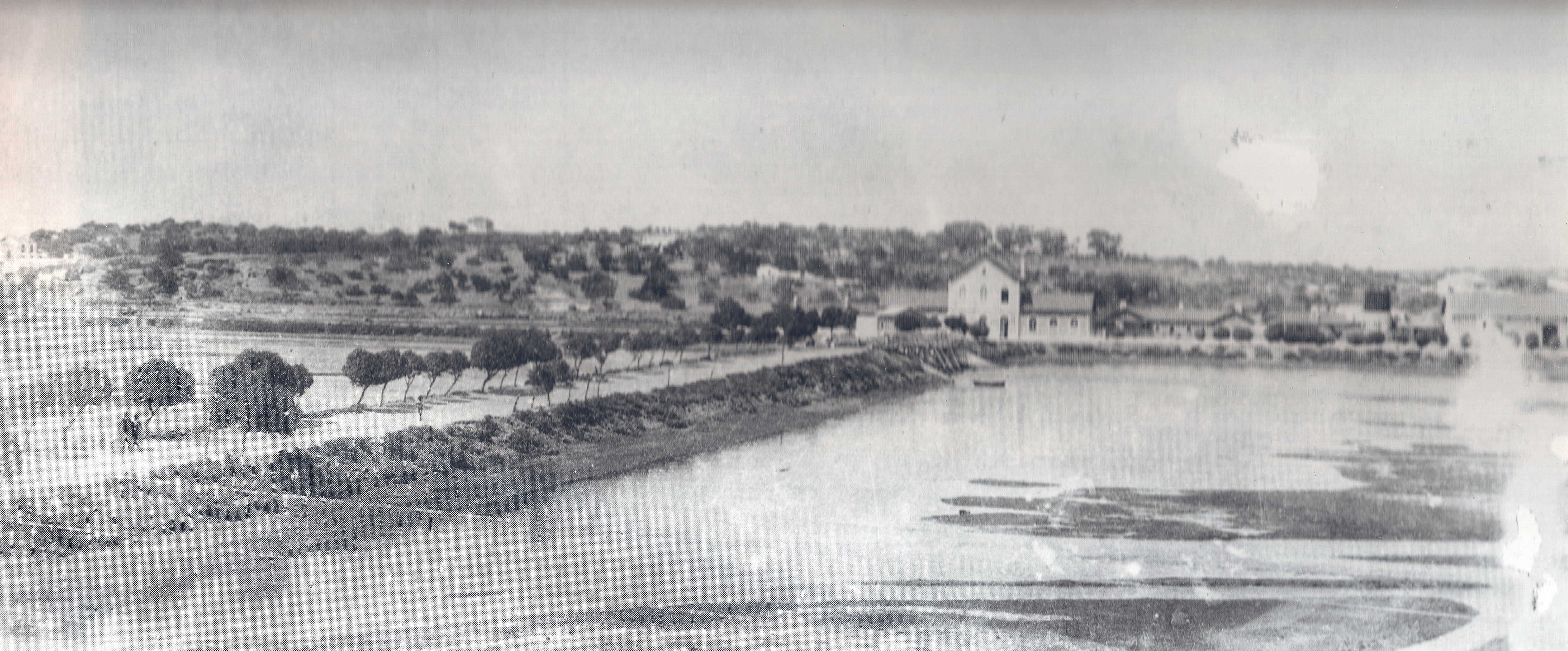
Acesso à estação de Lagos, nos primeiros anos. Ao fundo vê-se a ponte em construção.

### Primeiros anos
Em 1926, o governo autorizou a adjudicação de uma empreitada, para a conclusão dos trabalhos de construção do acesso rodoviário à estação. Em 11 de Maio de 1927, os Caminhos de Ferro do Estado foram integrados na Companhia dos Caminhos de Ferro Portugueses, que passou a gerir as antigas redes do Sul e Sueste e do Minho e Douro.
Em 1928, o jornal lacobrigense Terra Algarvia criticou a falta de uma marquise na estação, de forma a abrigar os passageiros que embarcavam e desembarcavam dos comboios, e de iluminação eléctrica no interior do edifício.

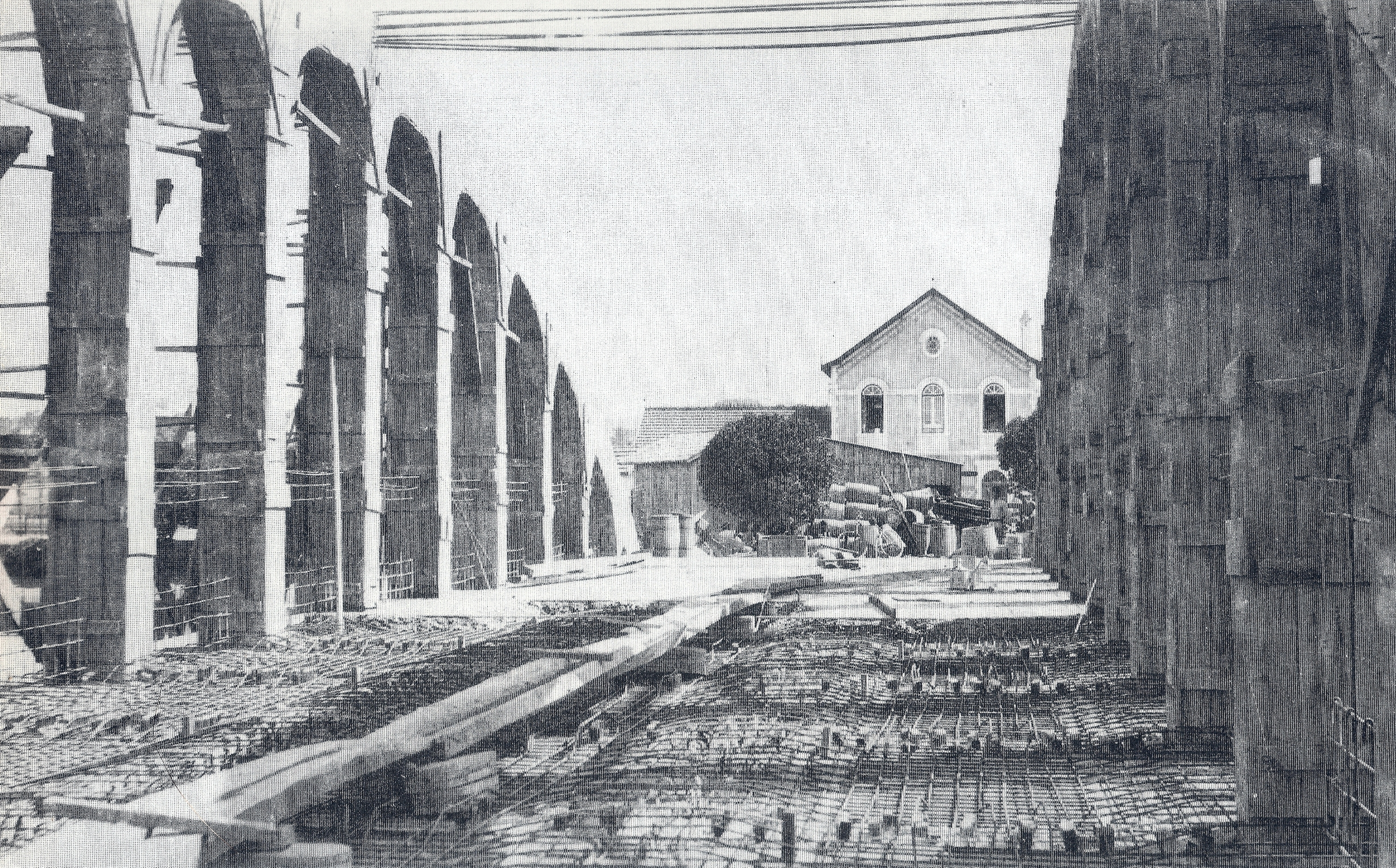
Construção da ponte de acesso à estação, nos anos 20.

### Década de 1930
Em 1933, a Comissão Administrativa do Fundo Especial da Caminhos de Ferro aprovou a implantação de canalizações de água nas habitações dos funcionários nesta estação. Em 1934, aquele órgão autorizou a construção de uma fossa e canalização para servir de esgoto das retretes nas habitações dos funcionários. Um diploma de 7 de Outubro de 1936, emitido pelo Ministério das Obras Públicas e Comunicações, autorizou a Companhia dos Caminhos de Ferro Portugueses a conceder um preço especial para o transporte de sal desde as estações de Faro, Olhão e Fuseta até Portimão e Lagos.
Uma das primeiras carreiras de autocarros no Algarve, criada na década de 1930, ligava Sagres à estação de Lagos (equivalente à atual 47).

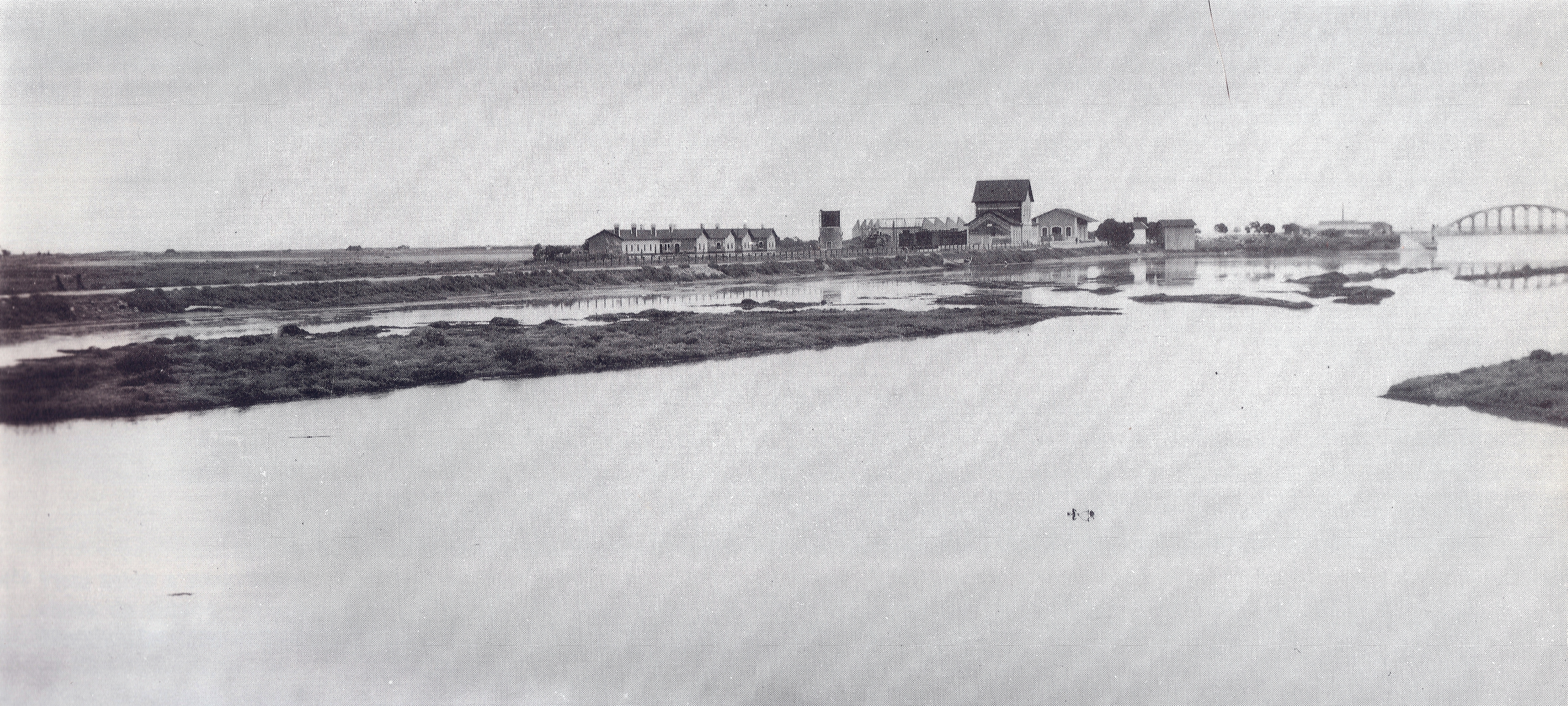
Vista geral da estação, nos primeiros anos.

### Década de 1950
Em 26 de Julho de 1950, foram aprovadas obras na cocheira das locomotivas de Lagos, de forma a apoiar a circulação nas automotoras no Algarve. As automotoras começaram a circular entre Lagos e Vila Real de Santo António em 1 de Novembro de 1954.

### Década de 1990
Em 1991, iniciaram-se os comboios InterRegionais entre Lagos e Vila Real de Santo António.

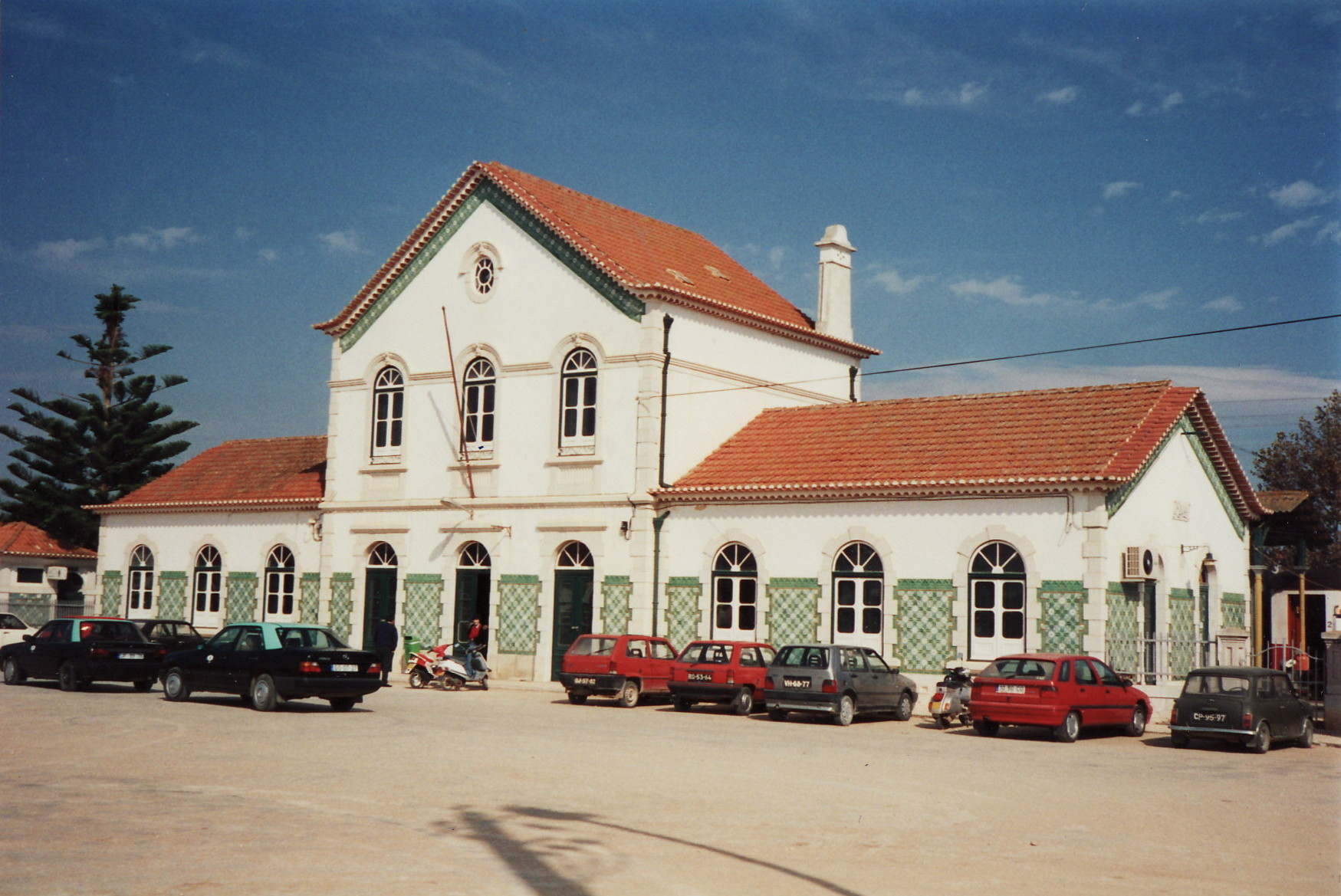
A antiga estação ainda em uso, em 1993, vista de sudoeste.

### Século XXI
Em 17 de Agosto de 2001, decorreu uma sessão pública no Centro Cultural de Lagos, sobre as intervenções a realizar nesta interface, no âmbito do programa Estações com Vida da Rede Ferroviária Nacional. Este evento incluiu um discurso do presidente da Rede Ferroviária Nacional, a apresentação de um filme sobre o programa, e a assinatura de dois protocolos entre a Rede Ferroviária Nacional, a Câmara Municipal de Lagos e o Instituto Portuário do Sul. Estes protocolos referiam-se ao planeamento, construção e financiamento da obra para remodelação da estação de Lagos, da renovação da zona ribeirinha entre a estação e a Meia Praia, e a requalificação da zona em redor da gare ferroviária. A sessão terminou com discursos do presidente da câmara, do Secretário de Estado da Administração Marítima e Portuária, José Junqueiro, e do Secretário de Estado Adjunto e dos Transportes, Rui Cunha.

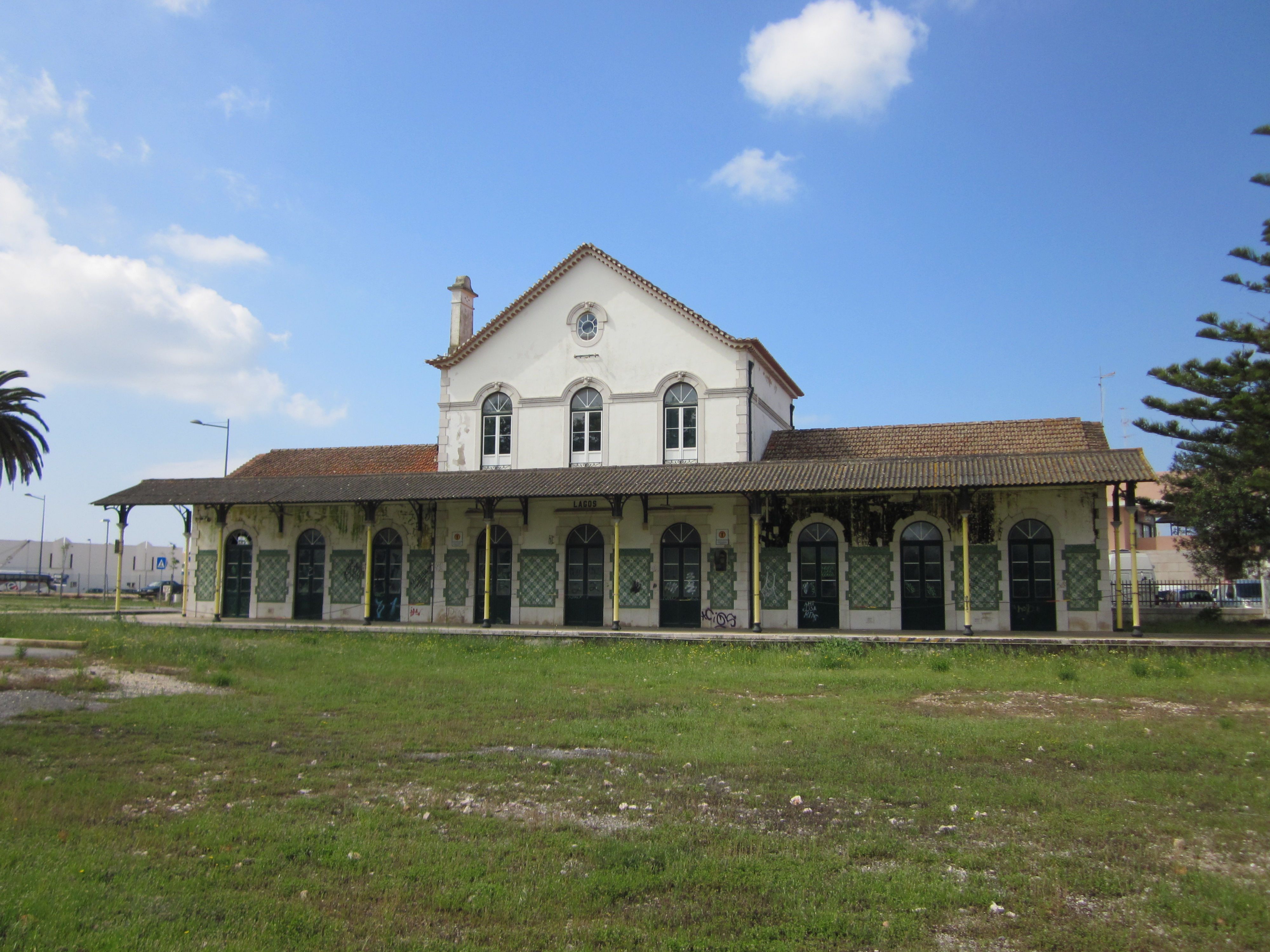
A antiga estação vista de nordeste, já após a remoção dos carris (foto de 2011).

Em 2002, iniciou-se a construção do novo terminal de passageiros situado a cerca de 150 m a sudeste da estação original.[carece de fontes?] Nesse ano, os comboios regionais no Ramal de Lagos passaram a classe única. Em 2003, terminou-se a primeira fase da intervenção na nova estação, passando todo o tráfego a ser efectuado no novo terminal, tendo começado a remoção das vias que restavam na antiga estação. Porém, o edifício principal continuou a servir como bilheteira e sala de espera, uma vez que as novas instalações ainda não estavam construídas. A segunda fase da intervenção na nova estação foi iniciada em 2004. A abertura do novo edifício principal, em Agosto de 2006, ditou o encerramento das antigas instalações. A deslocalização dos serviços ferroviários deu-se com o propósito de ocupar a zona onde se encontravam as antigas infra-estruturas, para a construção de vários edifícios comerciais e residenciais. Já em 1999, se previa o aproveitamento da antiga cocheira como espaço museológico, que seria gerido pela Fundação Museu Nacional Ferroviário Armando Ginestal Machado. A partir de 2007, a cocheira esteve aberta ao público durante algum tempo, embora as visitas apenas fossem permitidas duas vezes por semana.
Em 23 de Fevereiro de 2009, a Assembleia Municipal de Lagos aprovou o Plano de Pormenor da Zona Envolvente à Estação Ferroviária de Lagos, que tinha como finalidade promover a regeneração urbana, e introduzir serviços sociais e infra-estruturas viárias e urbanas para os utentes nesta zona. Em 2018, um relatório preparado por um técnico superior da autarquia de Lagos informou os vereadores que «aquele espaço não é propriedade do município e só poderá ser musealizado com investimento municipal avultado não estando, para já, dentro das prioridades definidas nas linhas de ação». Em 29 e 30 de Julho de 2022, o centenário da estação de Lagos foi comemorado com um conjunto de eventos, que incluiu a inauguração de uma obra de arte pública na rotunda entre a nova e a antiga estação, a organização da exposição Lagos, a última paragem no Centro Cultural de Lagos, e o arranque oficial do processo para requalificar o núcleo museológico, no sentido de o abrir ao público, como parte do Museu Nacional Ferroviário, Também nesse ano teve lugar a conferência 100 Anos da Chegada do Comboio a Lagos - Passado, presente e futuro, e foi apresentado o livro Cem anos da chegada do comboio a Lagos, de Joaquim Manuel Vieira Rodrigues. Em Dezembro de 2024, os membros da Coligação Democrática Unitária na Câmara Municipal de Lagos criticaram a forma como, dois anos após ter sido assinado o protocolo com o Museu Nacional Ferroviário, não foram tomados quaisquer passos no sentido de requalificar o espaço e preparar a sua abertura ao serviço.
Em 2009 esta estação possuía três vias, a primeira com um comprimento útil de 215 m, enquanto que as segunda e terceira vias tinham cada uma um comprimento de 192 m; as duas plataformas tinham cada uma uma extensão de 160 m e uma altura de 70 cm. Em Janeiro de 2011, o esquema já tinha sido alterado, continuando a contar com três vias, mas a primeira passou a 234 m de comprimento, e as restantes, 208 m; as duas plataformas passar a deter ambas 159 m de comprimento, tendo a primeira subido 75 cm de altura, e a segunda, mantido os 70 cm. Em 2003, podiam-se realizar manobras nesta interface, e em 2004 ostentava a tipologia C da Rede Ferroviária Nacional. — valores mais tarde alterados para os atuais.

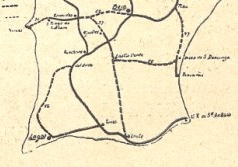
Detalhe do mapa do Plano da Rede de 1930, onde se vê o projecto para a linha de Lagos a Vale da Isca.

### Ligações planeadas até Sagres, Santiago do Cacém e Valdisca
A comissão de 1898 para o Plano da Rede ao Sul do Tejo também propôs uma linha de via estreita entre Lagos e Santiago do Cacém na Linha de Sines, que serviria principalmente para estimular a produção agrícola e mineira no litoral alentejano. No entanto, a comissão considerou desde logo esta linha como de importância secundária, não tendo chegado a ser inserida no plano quando este foi promulgado em 1902. No inquérito administrativo em 1899, também estava inserido um caminho de ferro de via estreita, desde Lagos até um ponto da Linha do Sado, passando por Aljezur e Odemira. Devido aos problemas de comunicações na zona do litoral, as autarquias de Odemira, Lagos e Aljezur pediram que fosse construído um caminho de ferro que ligasse estes três concelhos. Em 19 de Agosto de 1925, foi publicada uma portaria que ordenou a realização de estudos para um caminho de ferro de Lagos a Sines, tendo esta linha chegado a ser projectada em 1928. Em 18 de Abril de 1926, o jornal Correio do Sul noticiou que «nas estações superiores dos Caminhos de Ferro do Sul e Sueste» se estava a ponderar o prolongamento do caminho de ferro além de Lagos até às imediações de Sagres, seguindo depois por Sines e Santiago do Cacém até se ligar com a Linha do Vale do Sado. Segundo o artigo, a continuação da linha férrea iria aliviar os problemas de comunicações na região do barlavento algarvio, promovendo o seu desenvolvimento, principalmente do ponto de vista turístico.
No Plano Geral da Rede Ferroviária, promulgado pelo Decreto n.º 18:190, de 28 de Março de 1930, um dos projectos classificados foi a Linha de Aljezur, de Lagos a Valdisca, passando por Odemira, São Teotónio e Aljezur. Como o governo não tinha recursos financeiros para construir totalmente as linhas planeadas, inicialmente deviam ser construídos apenas alguns troços mais importantes; no caso da Linha de Aljezur, devia ser construída apenas a parte que mais contribuiria para o Porto de Lagos.

### Movimento de passageiros e mercadorias
Em termos de passageiros, esta estação sempre teve um movimento intenso, especialmente durante o período balnear. Mesmo antes da construção do Aeroporto de Faro, em 1965, a estação já era utilizada como meio de transporte por veraneantes portugueses e estrangeiros. Em relação ao transporte de mercadorias, um dos principais produtos que foram expedidos pela estação foi o peixe enlatado.

## Ver também

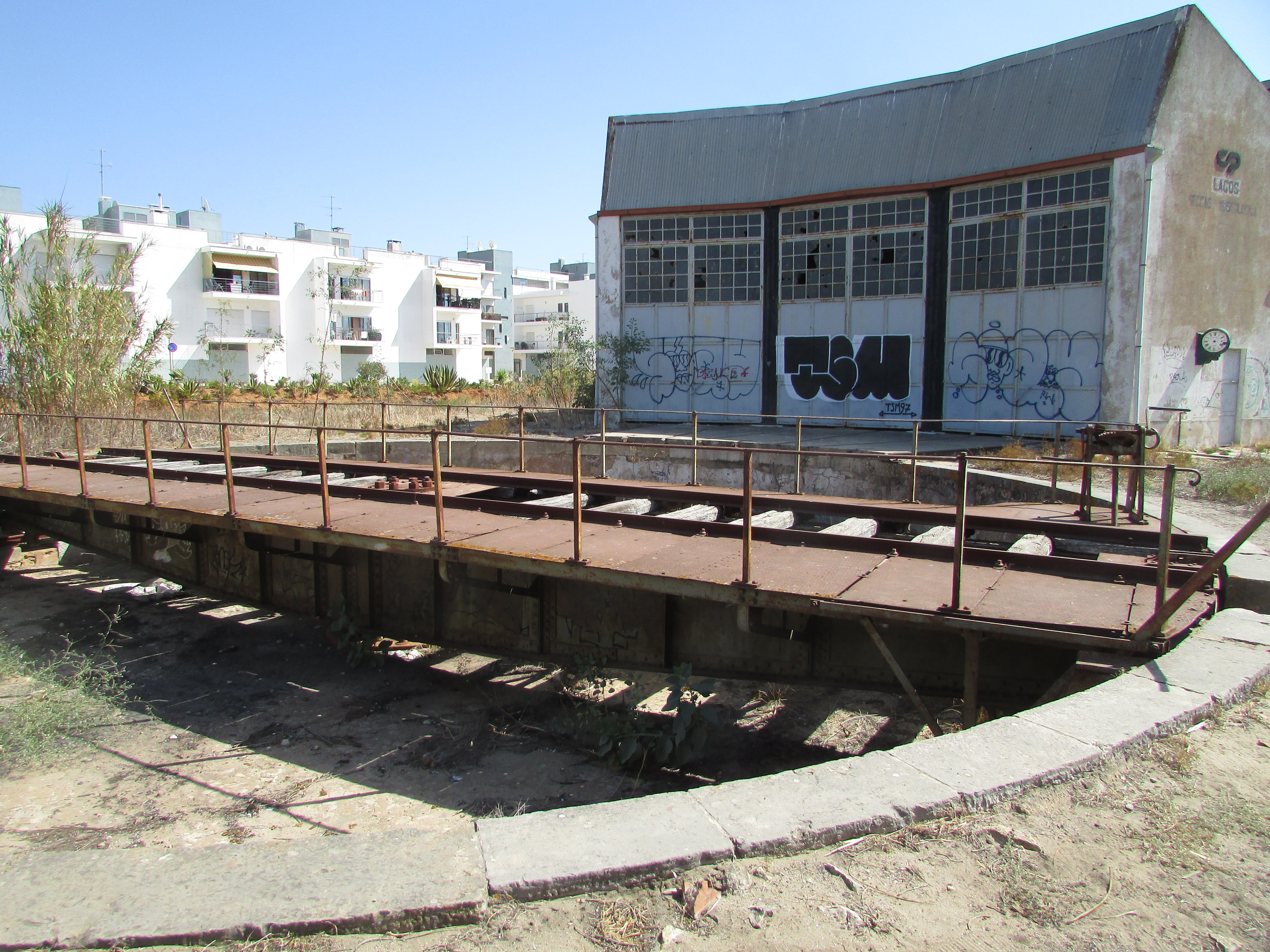
Rotunda de locomotivas da estação de Lagos, em desuso em 2017.